# Balta longealata
Balta longealata är en kackerlacksart som först beskrevs av Hanitsch 1930.  Balta longealata ingår i släktet Balta och familjen småkackerlackor. Inga underarter finns listade.